# Julius Bräucker
Julius Bräucker (* 7. März 1872 in Iserlohn; † 5. März 1942 ebenda) war ein deutscher sozialdemokratischer Politiker.

## Leben
Julius Bräucker war gelernter Setzer, arbeitete aber außerdem als Fabrikarbeiter, Metallpolierer und Gürtler. Von 1902 bis 1910 war er Kolonialwarenhändler. Zeitweise war er auch Berichterstatter für die Lüdenscheider Volksstimme. Von 1910 bis 1912 war Bräucker Angestellter der AOK Iserlohn. Danach war er bis 1914 erneut Berichterstatter für die Volksstimme, gleichzeitig war er Filialleiter und Expedient der Iserlohner Genossenschaftsdruckerei. Danach war Bräucker bis 1918 stellvertretender Geschäftsführer der AOK.
Ab 1918 war Bräucker Vorstandsmitglied des Arbeiter- und Soldatenrats in Iserlohn und nahm im Dezember 1918 am ersten Reichsrätekongress teil. Ab 1919 war er in der Stadtverwaltung tätig. Vom Stadtsekretär stieg er zum Leiter des Arbeits- und Berufsamtes im Range eines Regierungsrates auf. Mit dem Beginn der Zeit des Nationalsozialismus verlor er diese Stellung.
Abgesehen von seiner Zeit als Angestellter war Bräucker von 1904 bis 1933 Mitglied im Vorstand der AOK Iserlohn. Zwischen 1907 und 1912, 1917 und 1920 sowie von 1924 bis 1928 war er Mitglied der Stadtverordnetenversammlung. Zeitweise war er auch Vorsitzender der SPD in Stadt und Kreis Iserlohn.
Bräucker war von 1921 bis 1932 Mitglied des preußischen Landtages.
Seit 1897 war Julius Bräucker mit Anna, geb. vom Braucke, verheiratet.